# Aligerno
Aligerno o Aligern (fl. VI secolo) è stato un condottiero ostrogoto fratello di Teia. Sul finire della guerra gotica, si unì all'esercito bizantino. Le fonti principali su di lui sono Procopio e Agazia.

## Biografia
Agazia descrive Aligerno come figlio di Fredigerno e fratello minore di Teia, re degli Ostrogoti (r. 552-553). Procopio considera invece Aligerno il fratello di Totila (r. 541-552). La considerazione di Procopio è probabilmente inesatta, poiché Aligerno non poteva essere fratello di entrambi i monarchi. Gli storici moderni considerano Agazia più affidabile sulla questione.
Viene menzionato per la prima volta, senza essere nominato direttamente, nel 552 da Procopio. Totila nominò Erodiano ed Aligerno come comandanti congiunti della città di Cuma, dove erano depositate le insegne regali ed ingenti ricchezze provenienti dal tesoro del regno. Il destino di Erodiano è incerto, mentre Aligerno è attestato come difensore della città fino al 554 circa, dopo la morte sia di Totila che di Teia e durante l'ultima parte della Guerra gotica. Agazia attribuisce la continua resistenza di Aligerno alla forte posizione difensiva della città ed a una presunta "abbondanza di rifornimenti". Durante un assedio bizantino della città, Aligerno è ricordato per aver ucciso Palladio. Dopo la sconfitta e la morte del fratello nella battaglia dei Monti Lattari, nell'autunno del 553, ed il consegugente crollo del regno ostrogoto, Aligerno si trovò isolato.
Nello stesso anno i franco-alemanni invasero la penisola italiana. La nuova minaccia convinse Aligerno ad arrendersi, cedendo la città tra la fine del 553 e l’inizio del 554. Si recò da Narsete, il comandante bizantino in Italia, per consegnargli le chiavi della di Cuma. Narsete inviò immediatamente Aligerno a Cesena per un primo incontro con i Franchi, ma il suo tentativo di dissuaderli dal marciare contro Cuma fallì.
Nell’ottobre del 554, Aligerno combatté al fianco dei Bizantini nella battaglia del Volturno, che si concluse con una vittoria decisiva per l’Impero. Dopo questo evento, di lui si perdono le tracce.

## Eredità
Aligerno è uno dei personaggi del film d'avventura del 1968 La calata dei barbari (Kampf um Rom) di Robert Siodmak, basato sul romanzo storico Ein Kampf um Rom del 1876 scritto da Felix Dahn.
Diverse strade in Italia prendono il nome da Aligerno (Via Aligerno; Via A. Aligerno; Via Abate Aligerno), ma in questo caso si fa riferimento a un abate di Montecassino vissuto nel X secolo.